# Obercunnersdorf (Klingenberg)
Obercunnersdorf ist ein Ortsteil der sächsischen Gemeinde Klingenberg im Landkreis Sächsische Schweiz-Osterzgebirge.

## Geografie
Obercunnersdorf liegt etwa drei Kilometer von Höckendorf und zehn Kilometer von der Großen Kreisstadt Dippoldiswalde am Obercunnersdorfer Bach. Die Wilde Weißeritz fließt nordwestlich des Ortes am Rand des Tharandter Waldes entlang, südwestlich von Obercunnersdorf wird sie zur Talsperre Klingenberg aufgestaut. Östlich liegt das Tal der Kleinen Stieflitz.

### Nachbarorte
| Grillenburg | Dorfhain                                    | Höckendorf |
| Klingenberg | Kompassrose, die auf Nachbargemeinden zeigt | Höckendorf |
| Colmnitz    | Beerwalde                                   | Ruppendorf |

## Geschichte

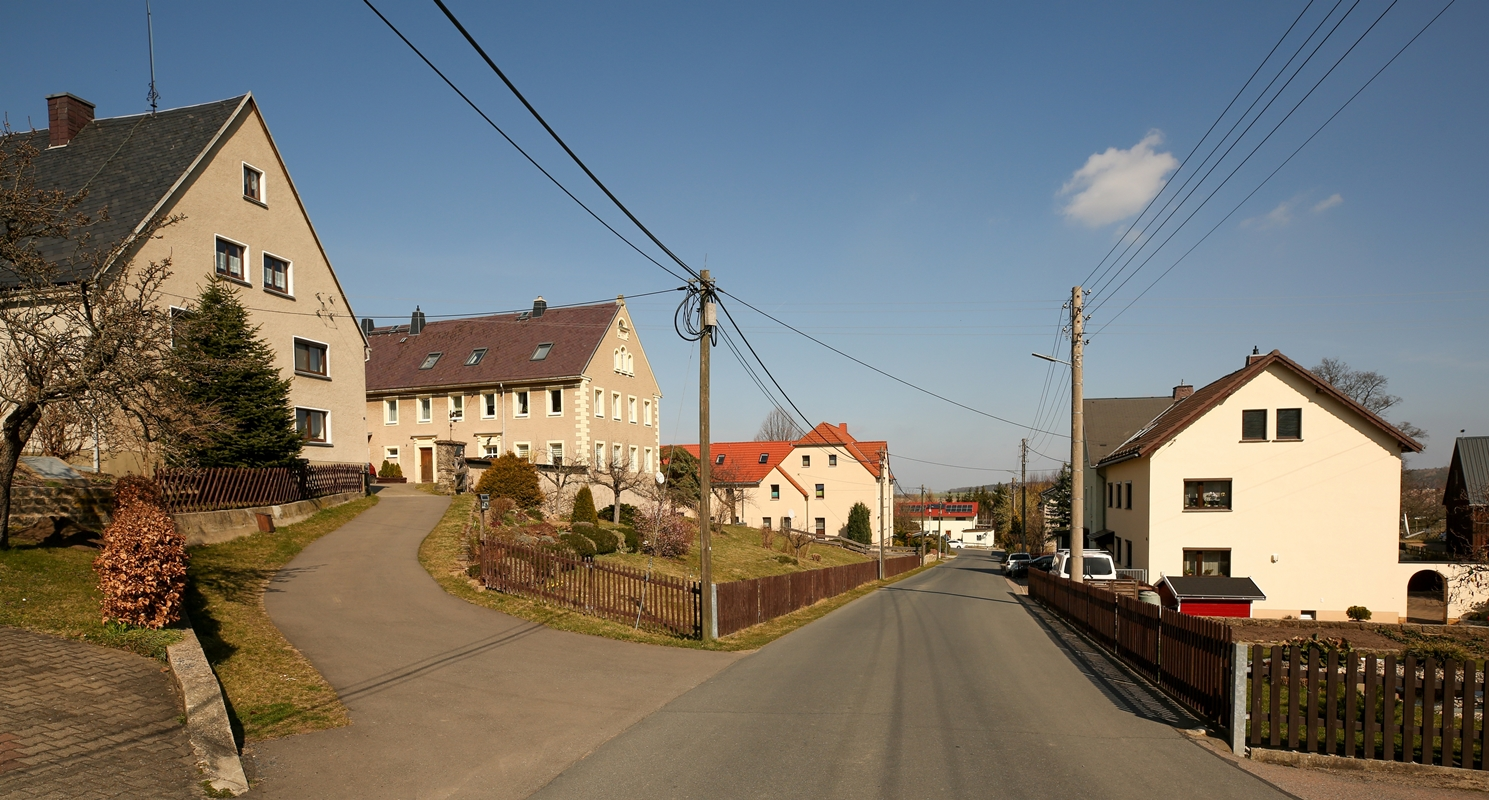
Dorfstraße Obercunnersdorf

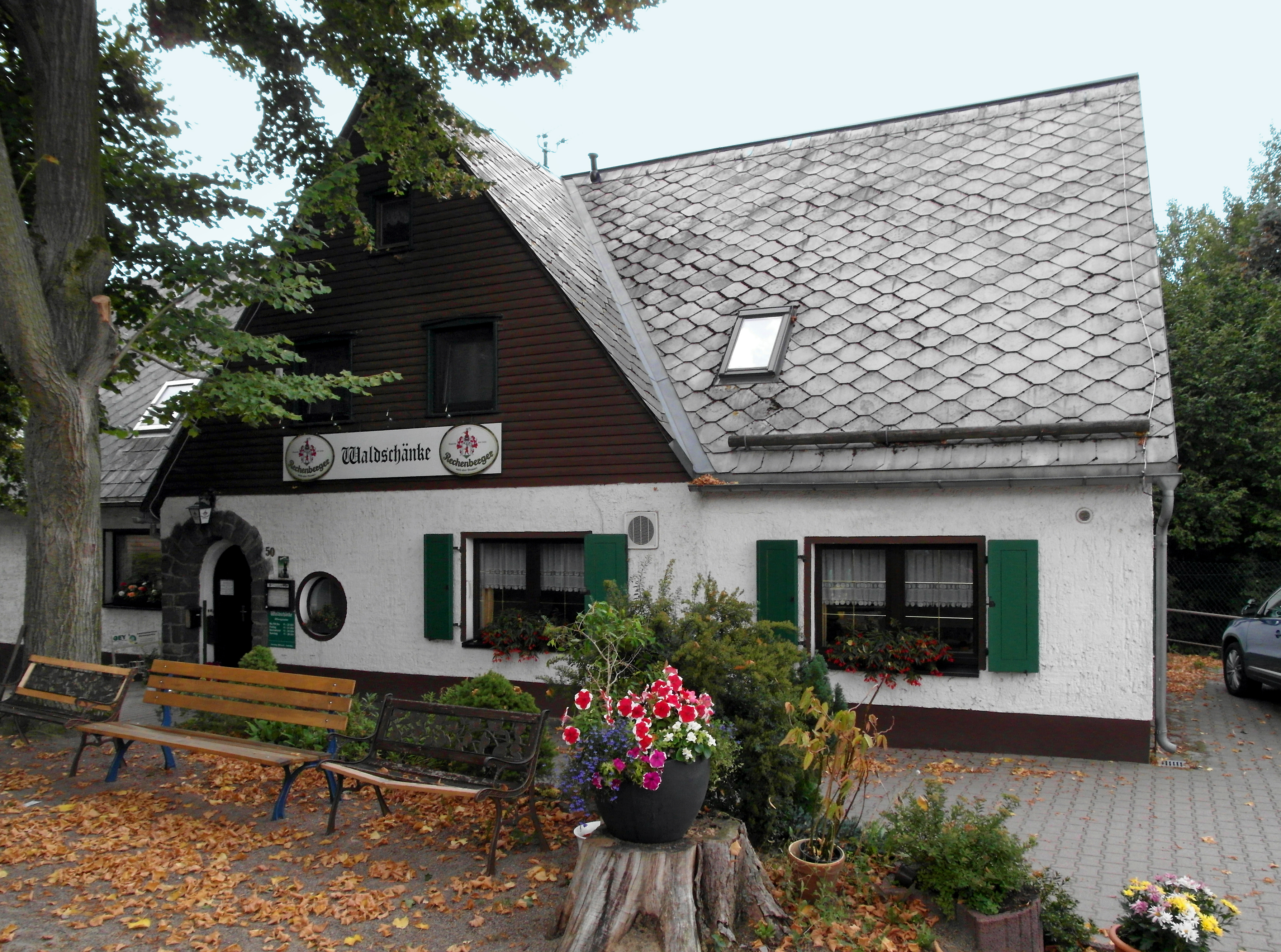
Waldschänke 2018 vor dem Brand

Obercunnersdorf wurde 1350 als Conradisdorf (Dorf des Konrad) erstmals urkundlich erwähnt. Das Dorf war damals im Besitz des Ritters Conrad Theler, was Obercunnersdorf auch seinen ursprünglichen Namen gab. 1378 gehörte der Ort zum „Castrum Tharandt“, 1452 zunächst zur Pflege Freiberg. Die Rittergüter Ober- und Niederreinsberg übten die Grundherrschaft in Obercunnersdorf aus. Bis 1836 war der Ort als Exklave zum Kreisamt Meißen gehörig, ab 1836 zum Kreisamt Freiberg. Der Ort besaß ein Erbgericht an der Straße nach Freiberg, das früher dem Ortsrichter gehörte und Ende des 19. Jh. eine Lehrmolkerei besaß, die einst dazugehörige Hosenmühle ist Sitz der Mende-Kunststoffverarbeitung. Durch den Bau eines Holzschuppen vom damaligen Gasthofbesitzer des Ortes im Jahre 1927, begann der erste Ausschank von Getränken oberhalb der Talsperre Klingenberg. Durch mehrfache Erweiterungen ist die heutige Waldschänke eine beliebte Einkehrstätte. Die alte Schule wurde 1885 als Ablösebau der älteren 1835 erbauten Schule, erbaut, in welcher der Lehrer Karl Max Liske die ersten Jahrzehnte unterrichtete. Heute dient diese als Wohnhaus.
Von 1856 bis 1875 lag die Verwaltungszugehörigkeit beim Gerichtsamt Dippoldiswalde, danach zur Amtshauptmannschaft Dippoldiswalde. Seit 1952 war der Ort Teil des Kreises Dippoldiswalde im Bezirk Dresden (ab 1990 Landkreis Dippoldiswalde), der 1994 mit dem Landkreis Freital zum Weißeritzkreis fusionierte. Bereits am 1. Januar 1991 schlossen sich Obercunnersdorf und Höckendorf zur neuen Gemeinde Höckendorf zusammen, seit dem 31. Dezember 2012 gehört Obercunnersdorf als Ortsteil zur Gemeinde Klingenberg.

### Entwicklung der Einwohnerzahl
| Jahr | Einwohnerzahl                           |
| ---- | --------------------------------------- |
| 1551 | 18 besessene Mann, 35 Inwohner          |
| 1764 | 13 besessene Mann, 2 Gärtner, 5 Häusler |
| 1834 | 224                                     |
| 1871 | 270                                     |
| 1890 | 293                                     |
| 1910 | 260                                     |
| 1925 | 300                                     |
| 1939 | 261                                     |
| 1946 | 335                                     |
| 1950 | 383                                     |

| Jahr | Einwohnerzahl |
| ---- | ------------- |
| 1964 | 384           |
| 1990 | 251           |
| 2007 | 199           |
| 2011 | 214           |
| 2016 | 226           |
| 2021 | 222           |

## Persönlichkeiten
- Ernst Kleber (* 29. Januar 1825 in Obercunnersdorf; † 9. September 1884 ebenda), Amtslandrichter und konservativer Politiker, MdL